# The Dropout
The Dropout é uma minissérie de drama americana criada por Elizabeth Meriwether, baseada no podcast The Dropout apresentado por Rebecca Jarvis e produzido pela ABC News. Estrelando Amanda Seyfried como a desonrada empresária de biotecnologia Elizabeth Holmes, estreou na plataforma de streaming Hulu em 3 de março de 2022.

## Sinopse
The Dropout, baseado no podcast homônimo da ABC Audio, é sobre a ascensão e queda de Elizabeth Holmes e sua empresa, Theranos.

## Elenco e personagens

### Principal
| Intérprete      | Personagem       |
| --------------- | ---------------- |
| Amanda Seyfried | Elizabeth Holmes |
| Naveen Andrews  | Sunny Balwani    |

### Recorrente
| Intérprete          | Personagem         |
| ------------------- | ------------------ |
| Utkarsh Ambudkar    | Rakesh Madhava     |
| Michel Gill         | Chris Holmes       |
| Bill Irwin          | Channing Robertson |
| William H. Macy     | Richard Fuisz      |
| Elizabeth Marvel    | Noel Holmes        |
| Laurie Metcalf      | Phyllis Gardner    |
| Mary Lynn Rajskub   | Lorraine Fuisz     |
| Kate Burton         | Rochelle Gibbons   |
| Stephen Fry         | Ian Gibbons        |
| Michael Ironside    | Don Lucas          |
| Bashir Salahuddin   | Brendan Morris     |
| Josh Pais           | Wade Miquelon      |
| Dylan Minnette      | Tyler Shultz       |
| Alan Ruck           | Jay Rosan          |
| Hart Bochner        | Larry Ellison      |
| James Hiroyuki Liao | Edmond Ku          |
| Nicky Endres        | Ana Arriola        |
| Camryn Mi-Young Kim | Erika Cheung       |
| Andrew Leeds        | Roland             |
| Sam Waterston       | George Shultz      |
| Kurtwood Smith      | David Boies        |
| Anne Archer         | Charlotte Shultz   |
| LisaGay Hamilton    | Judith Baker       |
| Michaela Watkins    | Linda Tanner       |
| Ebon Moss-Bachrach  | John Carreyrou     |
| Kevin Sussman       | Mark Roessler      |
| Sam Straley         | Christian Holmes   |
| Sean Brown          | Daniel Young       |
| Amir Arison         | Avie Tevanian      |

## Episódios
| N.º | Título           | Dirigido por        | Escrito por                                 | Lançamento          | Cód. de produção |
| --- | ---------------- | ------------------- | ------------------------------------------- | ------------------- | ---------------- |
| 1   | "I'm in a Hurry" | Michael Showalter   | Elizabeth Meriwether                        | 3 de março de 2022  | 1CKX01           |
| 2   | "Satori"         | Michael Showalter   | Matt Lutsky                                 | 3 de março de 2022  | 1CKX02           |
| 3   | "Green Juice"    | Michael Showalter   | Hilary Bettis                               | 3 de março de 2022  | 1CKX03           |
| 4   | "Old White Men"  | Michael Showalter   | Dan LeFranc                                 | 10 de março de 2022 | ASA              |
| 5   | "Flower of Life" | Francesca Gregorini | Liz Hannah                                  | 17 de março de 2022 | ASA              |
| 6   | "Iron Sisters"   | Francesca Gregorini | Wei-Ning Yu                                 | 24 de março de 2022 | ASA              |
| 7   | "Heroes"         | Erica Watson        | Liz Heldens                                 | 31 de março de 2022 | ASA              |
| 8   | "Lizzy"          | Erica Watson        | Elizabeth Meriwether e Sofya Levitsky-Weitz | 7 de abril de 2022  | ASA              |

## Produção

### Desenvolvimento
Em 10 de abril de 2019, foi anunciado que o Hulu havia encomendado à produção uma série de 6 a 10 episódios. A série seria produzida por Kate McKinnon, a apresentadora de The Dropout, Rebecca Jarvis, e seus produtores, Taylor Dunn e Victoria Thompson. A produtora envolvida com esta série é a Searchlight Television, fazendo desta sua produção inaugural. Após a escalação de Amanda Seyfried, ela também se juntou à minissérie como produtora, enquanto Elizabeth Meriwether, Liz Heldens, Liz Hannah e Katherine Pope se juntaram a Dunn e Thompson como produtoras executivas. Em 31 de março de 2021, Michael Showalter e Jordana Mollick se juntaram à série limitada como produtores executivos. Showalter também deve dirigir vários episódios.

### Seleção de elenco
Após o anúncio do pedido da série, Kate McKinnon também foi escalada para estrelar como Elizabeth Holmes, ex-CEO da Theranos. Em 18 de fevereiro de 2021, McKinnon desistiu do projeto. Embora sua partida não tenha vindo com uma explicação, a produção seguiu em frente sem McKinnon. Em 29 de março de 2021, Amanda Seyfried foi escalada para substituir McKinnon. Um dia depois, Naveen Andrews se juntou ao elenco principal. Em 10 de junho de 2021, William H. Macy, Laurie Metcalf, Elizabeth Marvel, Utkarsh Ambudkar, Kate Burton, Stephen Fry, Michel Gill, Michael Ironside, Bill Irwin e Josh Pais foram escalados para papéis recorrentes. Em 3 de agosto de 2021, Dylan Minnette, Alan Ruck, Bashir Salahuddin, Mary Lynn Rajskub, Hart Bochner, James Hiroyuki Liao, Nicky Endres, Camryn Mi-Young Kim e Andrew Leeds foram escalados para papéis recorrentes. Em 5 de agosto de 2021, Sam Waterston, Kurtwood Smith e Anne Archer foram escalados para papéis recorrentes. Em 14 de setembro de 2021, LisaGay Hamilton, Michaela Watkins, Ebon Moss-Bachrach, Kevin Sussman, Sam Straley e Shaun Brown se juntaram ao elenco em funções recorrentes.

## Lançamento
A série está programada para estrear em 3 de março de 2022, com os três primeiros episódios disponíveis imediatamente e o restante estreando semanalmente no Hulu. Nos mercados internacionais, será lançado via hub de conteúdo Star no Disney+, no Star+ na América Latina e no Disney+ Hotstar na Índia e no Sudeste Asiático.